# Michelangelo Cinganelli

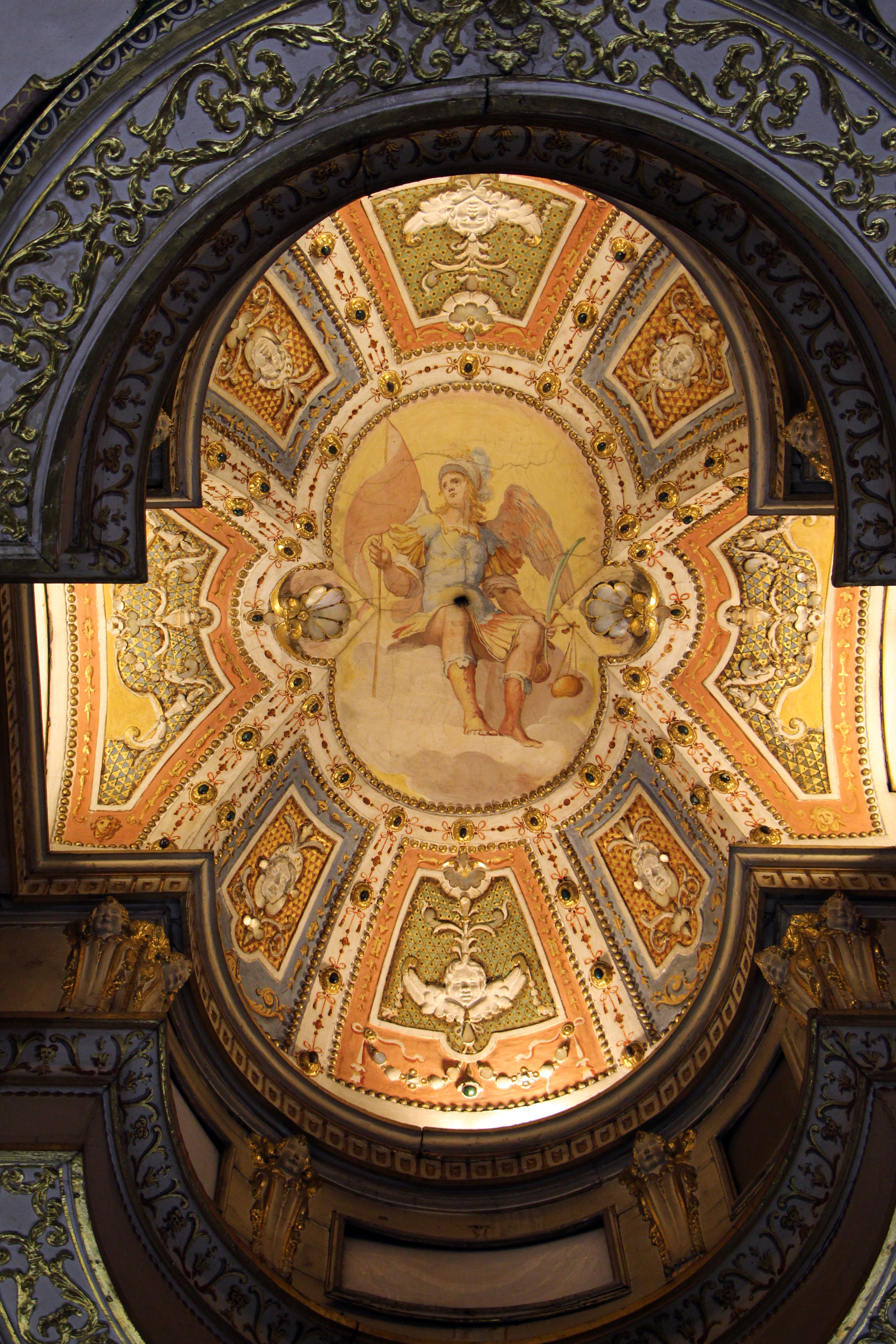
Il soffitto della cappella di Casa Buonarroti a Firenze

Michelangelo Cinganelli (Settignano, 1558 – Firenze, 26 settembre 1635) è stato un pittore italiano.

## Biografia
Principale esponente di una famiglia di artisti e artigiani, fu un ricercato pittore e disegnatore di cartoni per arazzi e altro. Le sue opere sono scarsamente documentate, spesso perdute, sebbene sia stato uno degli esponenti dell'"antimanierismo" che accolse spunti controriformati e poi barocchi nell'arte fiorentina, a partire dalla fine del XVI secolo.
Fu nella cerchia del Cigoli e di Bernardino Poccetti (da cui dovette gran parte del suo stile, marcatamente narrativo), immatricolandosi all'Accademia delle arti del disegno il 4 agosto 1580. A quell'epoca abbiamo la notizia che faceva parte della bottega dell'oscuro pittore "Baccio Tosini agli Strozi", forse un parente di Michele Tosini. All'Accademia ricoprì nel tempo numerose cariche, tra cui console del corpo nel 1591, 1594 e 1613.
La prima opera documentata è anche una delle sue più impegnative, coi disegni per una serie di pitture e decorazioni nel Duomo di Pisa (1597-1625), che comprendono i quattro Evangelisti e gli Angeli nelle nicchie sotto la cupola (1597), la Nascita della Vergine, l'Annunciazione e altre scene nel coro (1598), la decorazione a grottesche dell'organo, i restauri dei mosaici (1602 circa), un cartone per la vetrata dell'Assunta (1602) e la pala con Davide e Abimelech (1625).
A Firenze lavorò invece per la corte dei Medici, a una serie di opere documentate ma ancora non identificate. Almeno dal 1598 fu impiegato come disegnatore per l'arazzeria medicea (una serie con le Stagioni è nella villa medicea di Cerreto Guidi).
Da una lettera del Cigoli si apprende che lavorò per i Guicciardini alla decorazione della loro cappella dietro l'altare della chiesa di Santa Felicita (1610 circa), dove si riscontra uno stile influenzato dal Poccetti.
Al 1613 risale la lunetta di Sant'Antonio che fonda l'Istituto dei Buonomini nel chiostro principale di San Marco, e nel 1618 eseguì decorazioni pittoriche nella villa di Careggi per il cardinale Carlo de' Medici, tra cui la decorazione di vasi per limoni e balaustre. Nel 1622 realizzò per Michelangelo Buonarroti il Giovane la decorazione del soffitto della ex-cappella di Casa Buonarroti (San Michele arcangelo nella cupoletta e altri angeli nei riquadri).
Alcuni disegni di sua mano sono conservati al GDSU (San Michele e altri in collezione Santarelli), nella collezione Witt di Londra e alla biblioteca Marucelliana.
Fu sepolto nella chiesa di Santa Trinita, dove fu benefattore e ebbe sepoltura tutta la sua famiglia.